# John Newman III
John Newman III (Greensboro, 2 augustus 1999) is een Amerikaans basketballer.

## Carrière
Newman speelde van 2018 tot 2021 collegebasketbal voor de Clemson Tigers en daarna nog eens drie seizoenen voor de Cincinnati Bearcats. In 2019 speelde hij voor de Amerikaanse nationale ploeg op de Universiade. Hij werd niet gekozen in de NBA draft van 2024. Hij tekende daarop zijn eerste profcontract bij de Belgische eersteklasser Kortrijk Spurs. Hij tekende voor het seizoen voor het Duitse Niners Chemnitz net zoals Robbie Beran die ook bij Kortrijk speelde.

## Erelijst
- 2019:  Universiade

## Privéleven
Newmans vader John Newman II was ook een collegebasketballer voor de James Madison Dukes. Een verre neef Johnny Newman werd ook profbasketballer.